# PCMark
PCMark（ピーシーマーク）はフィンランドのFuturemarkが開発する、Windowsで動作するベンチマークソフトウェアである。同社の3DMarkとは異なり、パソコン一般の動作計測を行うのが特徴。

## PCMark05
2005年リリース。テスト内容は次のとおり。
XP Startup(HDD)
Windows XPオペレーティングシステムの起動に必要なファイルと同数、同容量のファイルのロードテスト。
3D-Physics (CPU)
落ちてくる立方体の物理演算。
Music Encoding&Video Encoding
音楽と動画のエンコードの2スレッドを同時実行。